# Ephedrus laevicollis
Ephedrus laevicollis är en stekelart som först beskrevs av Thomson 1895.  Ephedrus laevicollis ingår i släktet Ephedrus och familjen bracksteklar. Arten är reproducerande i Sverige. Inga underarter finns listade i Catalogue of Life.